# جیمز فراولی
جیمز فراولی (انگلیسی: James Frawley; ۲۹ سپتامبر ۱۹۳۶ – ۲۲ ژانویهٔ ۲۰۱۹) کارگردان فیلم و هنرپیشه اهل ایالات متحده آمریکا بود.
از فیلم‌ها یا مجموعه‌های تلویزیونی که وی در آن‌ها نقش داشته‌است می‌توان به فیلم ماپت‌ها اشاره نمود.